# Escalona
Escalona è un comune spagnolo situato nella comunità autonoma di Castiglia-La Mancia.